# 龍部
龍部，為漢字索引中的部首之一，康熙字典214個部首中的第二百一十二個（十六劃的則為第一個）。就正體中文中，龍部歸於十六劃部首，而簡體中文則歸在五劃。龍部通常從左、上、下方為部字。且無其他部首可用者將部首歸為龍部。

## 部首單字解釋
1. 傳說中一種神蟲，有角、鱗、鬚和五爪，能飛、能走、能游，能興雲致雨，極具靈性的動物，為鱗蟲之長。見說文。
2. 古生物學上的巨大原始爬蟲類。
3. 比喻帝王。
4. 比喻豪傑之士。
5. 八尺以上的駿馬。見周禮 · 夏官 · 瘦人。
6. 堪輿家稱山的氣勢為龍。
7. 書體名，相傳為伏羲氏所作。見墨池編 · 字學門 · 唐韋績纂五十六種書。
8. 姓。見通志 · 氏族略四。
9. 歲星名。
10. 殊愛，通寵。

## 名稱
- 漢語：龍部（拼音：lóng bù，注音：ㄌㄨㄥˊ ㄅㄨˋ）

## 不同地區標準寫法
簡化字中，字詞典的龙部兼收龍部為附形部首。此外「龙」，僅見於簡化字總表，此字與草書的龍亦不同。另外在日本，的新字體寫作，字典中龍部一般記作。

## 字形

甲骨文
金文（商）
金文
金文（春秋）
簡帛文字
大篆
小篆

## 字例
| 除部首外之筆劃 | 字例 -{          |
| -------------- | ---------------- |
| 0              | 龍(龙)           |
| 2              | 龎               |
| 3              | 龏𪚑𪚒𪚓𪚔       |
| 4              | 龑𪚚𪚕𪚘𪚖𪚗𪚛   |
| 5              | 龒𪚙             |
| 6              | 䶬龔龓龕𪚜𪚝𪚞𪚟 |
| 7              | 𪚠𪚡             |
| 9              | 𪚢               |
| 11             | 𪚤𪚣             |
| 16             | 龖               |
| 17             | 龗               |
| 32             | 龘               |
| 48             | 𪚥 }-            |